# Scandorama
Scandorama är ett företag som arrangerar resor i Europa sedan 1980. Företagets huvudkontor finns i en egenägd fastighet i centrala Malmö där ca 45 personer arbetar (inklusive Ölvemarks Holiday AB). Produkterna marknadsförs i Sverige och Norge, och kan bokas hos företaget, på Internet eller genom resebyråer.
Företaget anordnar framför allt guidade resor, ca ett sjuttiotal olika rundresor i Europa med över 600 avgångar. 
Företaget ägde tidigare även Lion Alpin, som är vintersportsarrangör med skidresor till Frankrike, Italien och Österrike. Under 2008 såldes detta företag till det danska företaget Højmark Rejser A/S. 
Den 11 februari 2009 genomförde Ekobrottsmyndigheten skatterazzia på Scandoramas huvudkontor i Malmö. VD anhölls misstänkt för grovt skattebrott och grovt försvårande av skattekontroll. Förundersökningen mot VD:n har dock senare lagts ned då brott inte kunde styrkas.
Den 12 juni 2009 köptes Scandorama upp av konkurrenten Ölvemarks Holiday AB.